# Solowjowberg
Der Solowjowberg (englisch Mount Solov’yev, norwegisch Solov’ëtoppen) ist ein 2715 m hoher Berg im ostantarktischen Königin-Maud-Land. Er ragt im südlichen Teil des Gråkammen in der Westlichen Petermannkette des Wohlthatmassivs auf.
Entdeckt und anhand von Luftaufnahmen kartiert wurde er bei der Deutschen Antarktischen Expedition 1938/39 unter der Leitung des Polarforschers Alfred Ritscher. Eine erneute Kartierung anhand von Luftaufnahmen und Vermessungen erfolgte bei der Dritten Norwegischen Antarktisexpedition (1956–1960). Die Benennung geht auf eine sowjetische Antarktisexpedition der Jahre von 1960 bis 1961 zurück. Namensgeber ist der sowjetische Kartograf M. D. Solowjow.